# Stazione di Modena
Stazione di Modena vasútállomás Olaszországban, Modena településen.

## Vasútvonalak
Az állomást az alábbi vasútvonalak érintik:
- Milánó–Bologna-vasútvonal
- Verona-Mantova-Modena-vasútvonal
- Ferrara-Modena-vasútvonal
- Modena–Sassuolo-vasútvonal
- Modena-Vignola-vasútvonal

## Kapcsolódó állomások
A vasútállomáshoz az alábbi állomások vannak a legközelebb:
- Stazione di Castelfranco Emilia
- Stazione di Rubiera
- Stazione di Quattro Ville (Stazione di Verona Porta Nuova, Verona-Mantova-Modena-vasútvonal)
- Modena Policlinico railway halt (Stazione di Sassuolo Terminal, Modena–Sassuolo-vasútvonal)
- Navicello railway stop (Ferrara-Modena-vasútvonal)